# Bungarus slowinskii
Bungarus slowinskii conocido como krait del río Rojo es una serpiente altamente venenosa de la familia Elapidae, de reproducción ovípara que se encuentra en Vietnam y Laos en ambientes boscosos terrestres o cursos de agua dulce interiores, entre los 400 y 700 metros snm.

## Distribución
Norte de Vietnam (Yen Bai, Lao Cai, Quang Nam, Quang Tri, Thua Thien-Hue, Khammouane), Laos, noreste de Tailandia (Nan)
Localidad tipo: Vietnam, provincia de Yen Bai, Van Yen District, de un arroyo cercano Na Hau Commune, 21°46′N, 104°32′E, 540 m elevation. 

## Descripción y diagnóstico
- B. slowinskii se diferencia de todos los congéneres excepto B. bungaroides por la combinación de anillos negros anchos y blancos angostos en el cuerpo y la cola, escamas dorsales dispuestas en 15 filas, subcaudales divididas y una zona clara de demarcación entre las zonas caliculado y espinoso del hemipene.
- B. flaviceps se diferencia de B. slowinskii por tener escamas dorsales dispuestas en 13 filas, un cuerpo negro con o sin rayas vertebrales y paraventrales claras, y una cabeza roja o bronceada amarillenta y una cola roja brillante.
- B. sindanus se diferencia de B. slowinskii por tener 17 filas de escamas dorsales, subcaudales indivisas y bandas blancas y negras en el cuerpo.
- B. ceylonicus y B. fasciatus se diferencian de la nueva especie por tener subcaudales no divididos y carecer de un patrón de líneas claras y manchas en el hocico y los lados de la cabeza.
- B. fasciatus, que tiene una marca similar en forma de V en la parte posterior de la cabeza, difiere aún más de B. slowinskii en que tiene amplios anillos amarillos entre los anillos oscuros.
- B. lividus, B. niger y ciertos individuos de B. candidus se diferencian de B. slowinskii por tener subcaudales indivisos y una cabeza y dorso uniformemente negros o marrón oscuro.
- B. lividus difiere aún más de B. slowinskii en que tiene escamas vertebrales ligeramente agrandadas en la parte anterior del cuerpo.
- B. andamanensis, B. caeruleus, B. candidus, B. magnimaculatus y B. multicinctus difieren de B. slowinskii en que tienen subcaudales indivisos, un patrón de bandas oscuras con espacios intermedios claros y vientre claro, y un color de cabeza dorsal uniformemente negro en adultos , o combinaciones con áreas blancas sólidas en la parte posterior de la cabeza en juveniles de ciertas especies.
- B. candidus y B. magnimaculatus también difieren de B. slowinskii en que tienen áreas blancas muy anchas entre las bandas oscuras, que son tan anchas o más anchas que las bandas oscuras.
- B. slowinskii se diferencia de B. bungaroides en varios caracteres de patrón de color. Los anillos blancos en su cuerpo son menos numerosos que en B. bungaroides (27–33 vs. 46–60 [media 51,3 +/- 5,0 DE, n = 7]). También son ligeramente más anchos en la parte media del dorso, involucrando hasta dos escamas en la parte media del dorso (vs. los márgenes laterales de hasta una), mucho más anchos lateralmente y paraventralmente que en la parte media del dorso (con 2–4 [moda = 3] versus hasta 1 paraventral), y están formadas por escamas blancas con bases y márgenes claramente negros (frente a escamas negras con márgenes o bases laterales blancas, o escamas completamente blancas en B. bungaroides).[3][2]